# Sandra Santanyes i Murillo
Sandra Santanyes i Murillo (Sabadell, 10 de gener de 1978) és una ex-ciclista de muntanya, de carretera i ciclocròs catalana, activa des de 1990 a 2018.

## Palmarès en ciclisme de muntanya
- 2004
  -  Campiona d'Espanya en Marató
- 2005
  -  Campiona d'Espanya en Marató
- 2007
  -  Campiona d'Espanya en Marató
- 2010
  -  Campiona d'Espanya en Marató
- 2011
  -  Campiona d'Espanya en Marató
- 2013
  - 1a a la Copa Catalana Internacional
- 2015
  -  Campiona d'Espanya en Marató
- 2017
  - 1a a la Copa Catalana Internacional

## Palmarès en ciclocròs
- 2015-2016
  - 1a al Trofeu Joan Soler